# Cylindropuntia munzii
Cylindropuntia munzii är en kaktusväxtart som först beskrevs av Carl Brandt Wolf, och fick sitt nu gällande namn av Curt Backeberg. Cylindropuntia munzii ingår i släktet Cylindropuntia, och familjen kaktusväxter. Inga underarter finns listade i Catalogue of Life.

## Bildgalleri

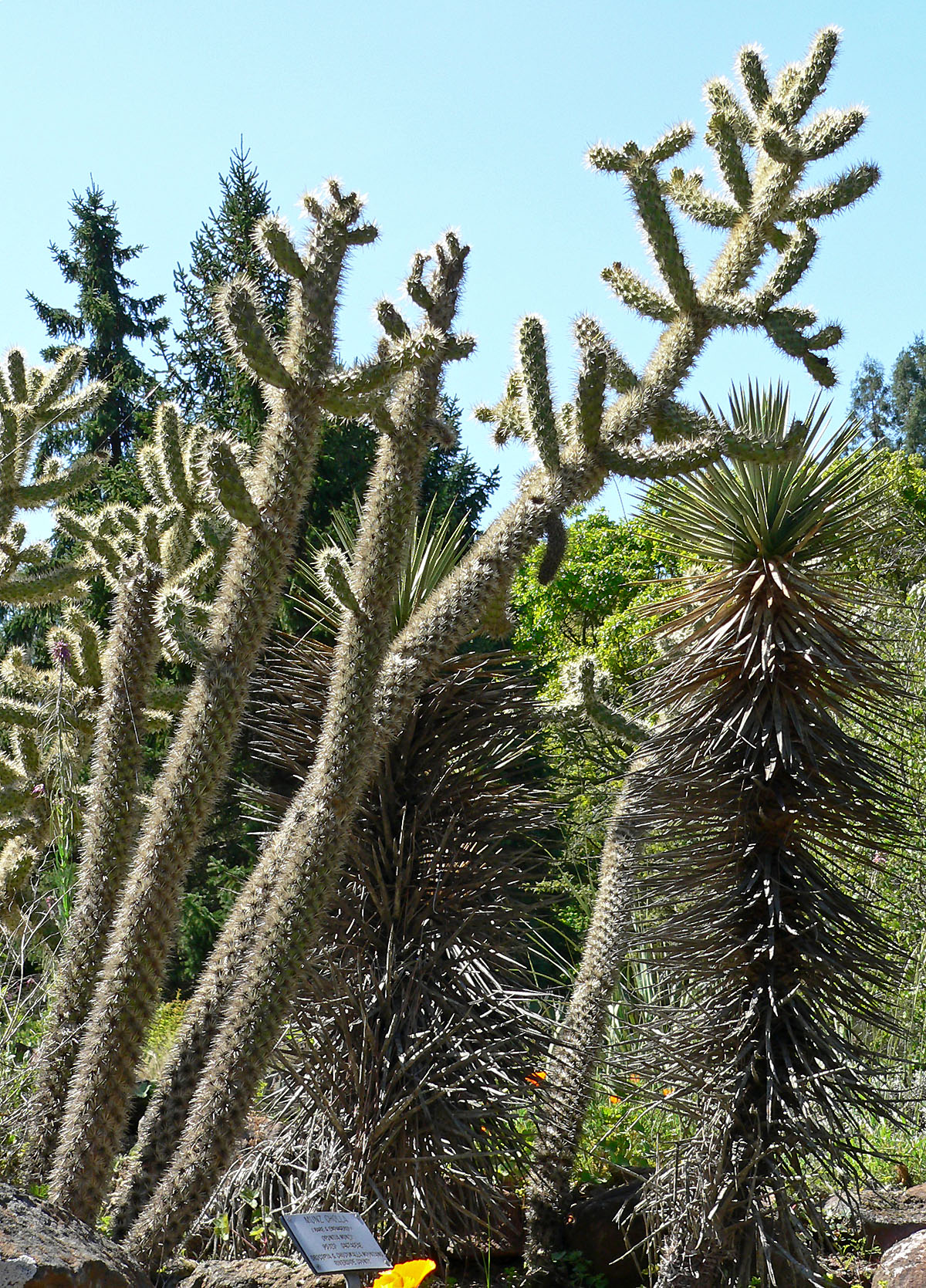
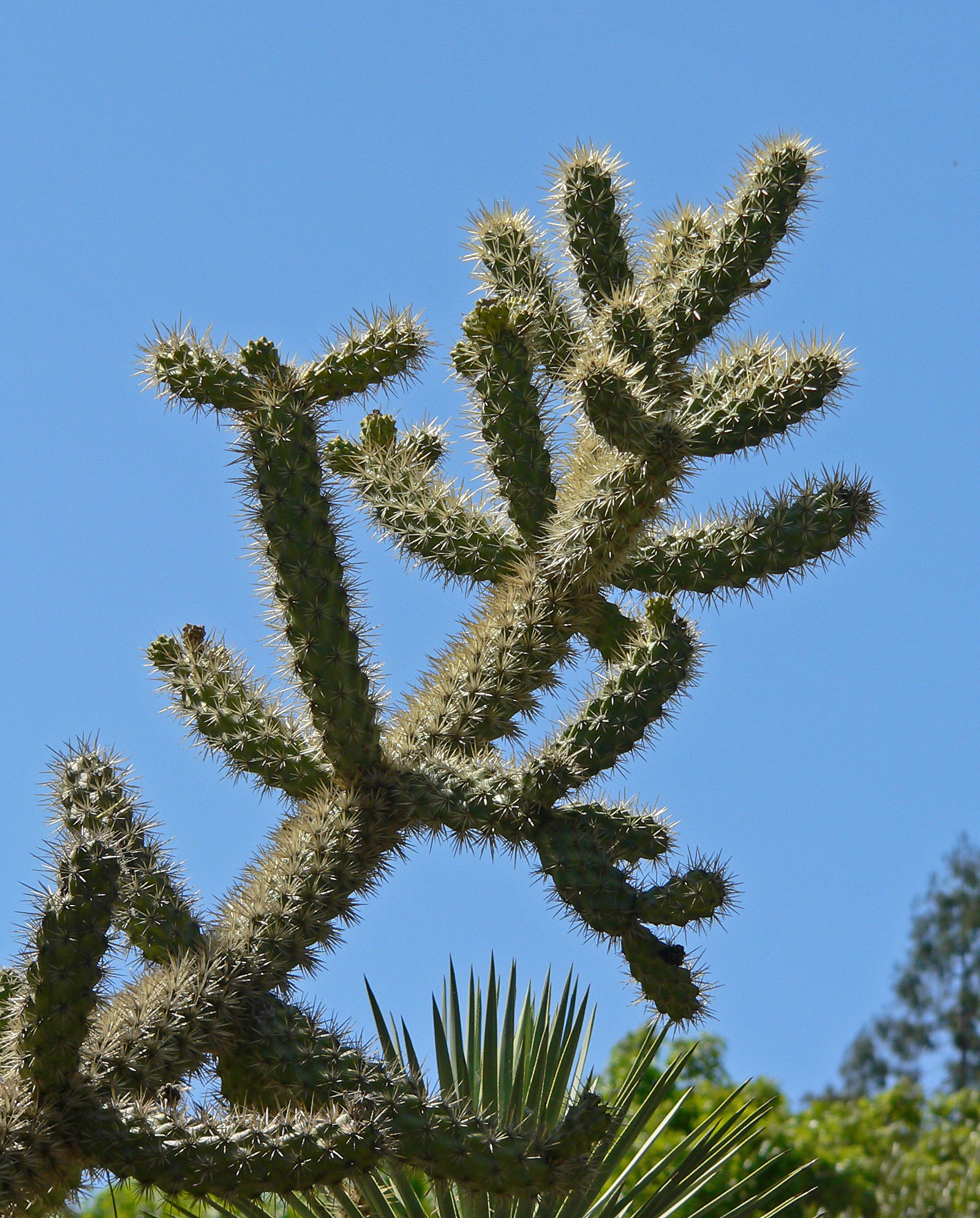
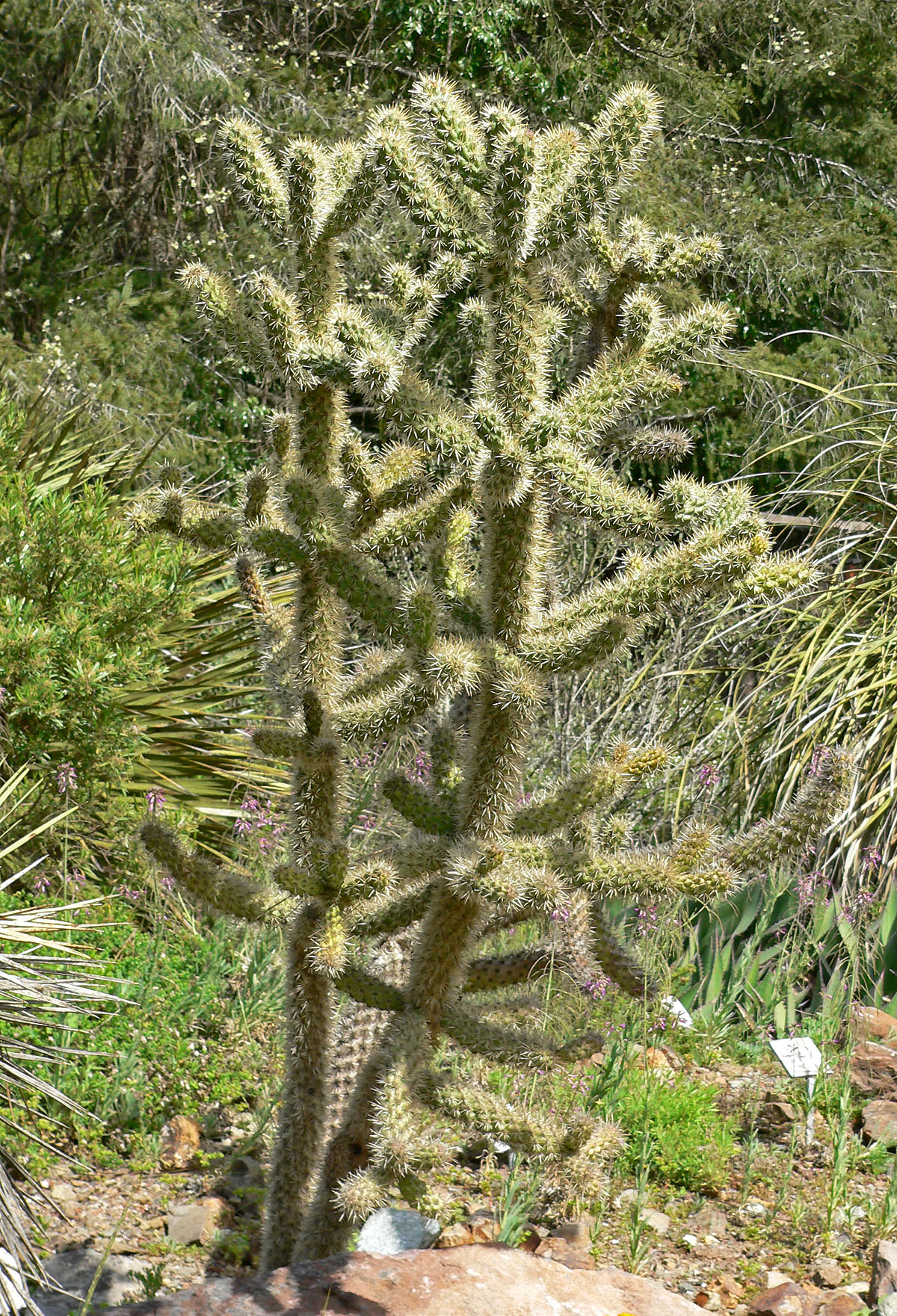
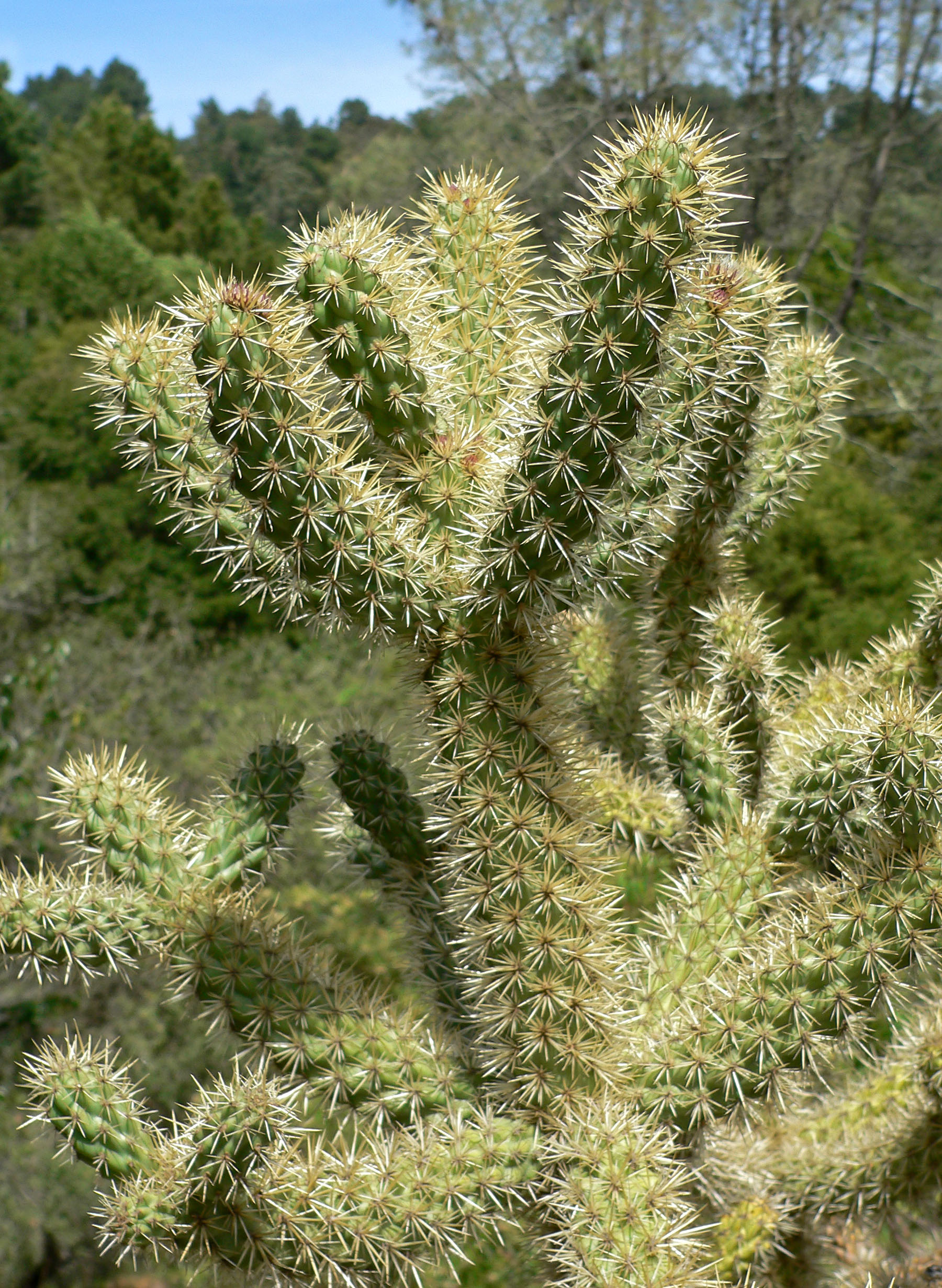
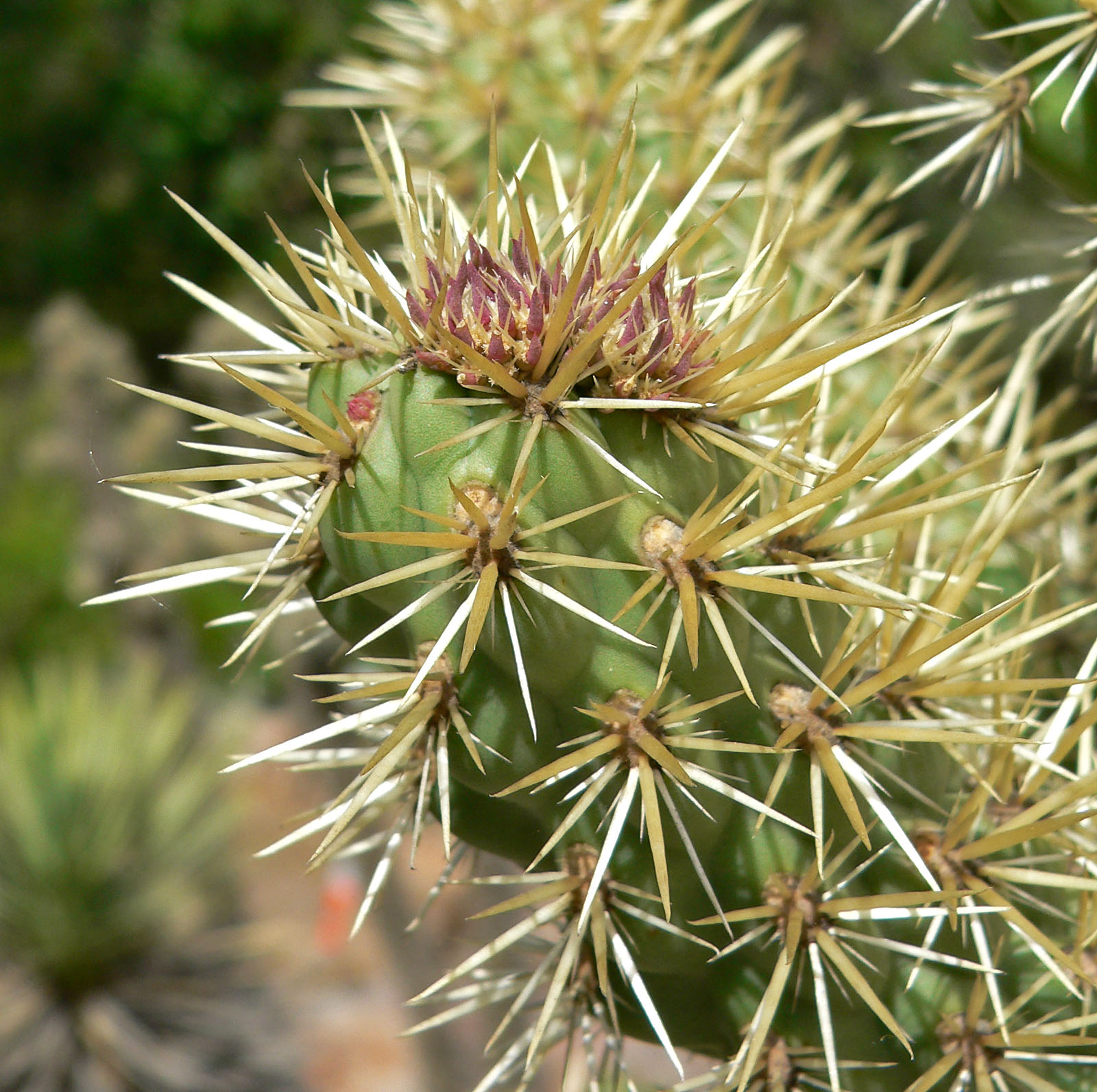